# FCRL1
البروتين الشبيهة بمستقبل Fc-1 (بالإنجليزية: Fc receptor-like protein 1)‏ ومختصره (FCRL1) هو بروتين موجود عند الإنسان ومشفر بالمورثة FCRL1.